# Babuška
 Ovo je glavno značenje pojma Babuška. Za druga značenja pogledajte Babuška (razdvojba).
Babuška, izvorno matrjoška (ruski: матрёшка, matrjoška), tradicionalna je ruska igračka od lipovog drveta. Jedan je od najprepoznatljivijih elemenata ruske kulture.
Riječ matrjoška hipokoristik je za ime Матрёна (Matrjona), porijeklom od latinske riječi za majku, dok riječ babuška (ruski: бабушка) na ruskom jeziku znači bakica.
Smatra se da su autori prve babuške Rusi Vasilij Zvjozdočkin i Sergej Maljutin 1890. godine.
Matrjoške su najčešće u liku žene ili djevojke u ruskoj narodnoj nošnji.
Najveći set babuški je 51-dijelni set kojeg je napravila Julija Bjerjeznickaja iz Rusije. Visina najveće figure prema Guinessovoj knjizi rekorda iz 2003. je 53,97 cm, a najmanje 0,31 cm. Godine 2018. u Mandžuriji je izgrađena zgrada u obliku babuške visoka 30 metara, a neki ju smatraju i najvećom babuškom na svijetu.

## Vanjske poveznice
- Muzej matrjoške  Arhivirana inačica izvorne stranice od 28. srpnja 2012. (Wayback Machine)
- Kako oslikati matrjošku  Arhivirana inačica izvorne stranice od 15. travnja 2012. (Wayback Machine)